# Talajmechanika
A talajmechanika az a tudományág, amely a talajt és a ráhelyezett vagy vele kapcsolatban álló építmények kölcsönhatásait vizsgálja és kutatja. A gyakorlatban a talajmechanika a talaj minőségének építés előtti vizsgálatát jelenti. A talajvizsgálat a biztonságos alapozáshoz szükséges, ugyanis ha készül talajvizsgálati jelentés, akkor az adott épület alatti alapot az adott talajhoz, illetve annak teherhordó rétegéhez lehet igazítani, így nem csak biztonságosabb lesz az épület (elkerülhetőek a falrepedések, és az épületsüllyedés) hanem még a gazdaságosságát is befolyásolja. Talajmechanikai vizsgálatok nélkül az építész és a statikus mérnökök, a biztonság miatt egy szükségszerűen nagyobb alapot terveznek be az épülethez, így általában kijelenthető, hogy a talajmechanika ára megtérül később az alapozáskor.

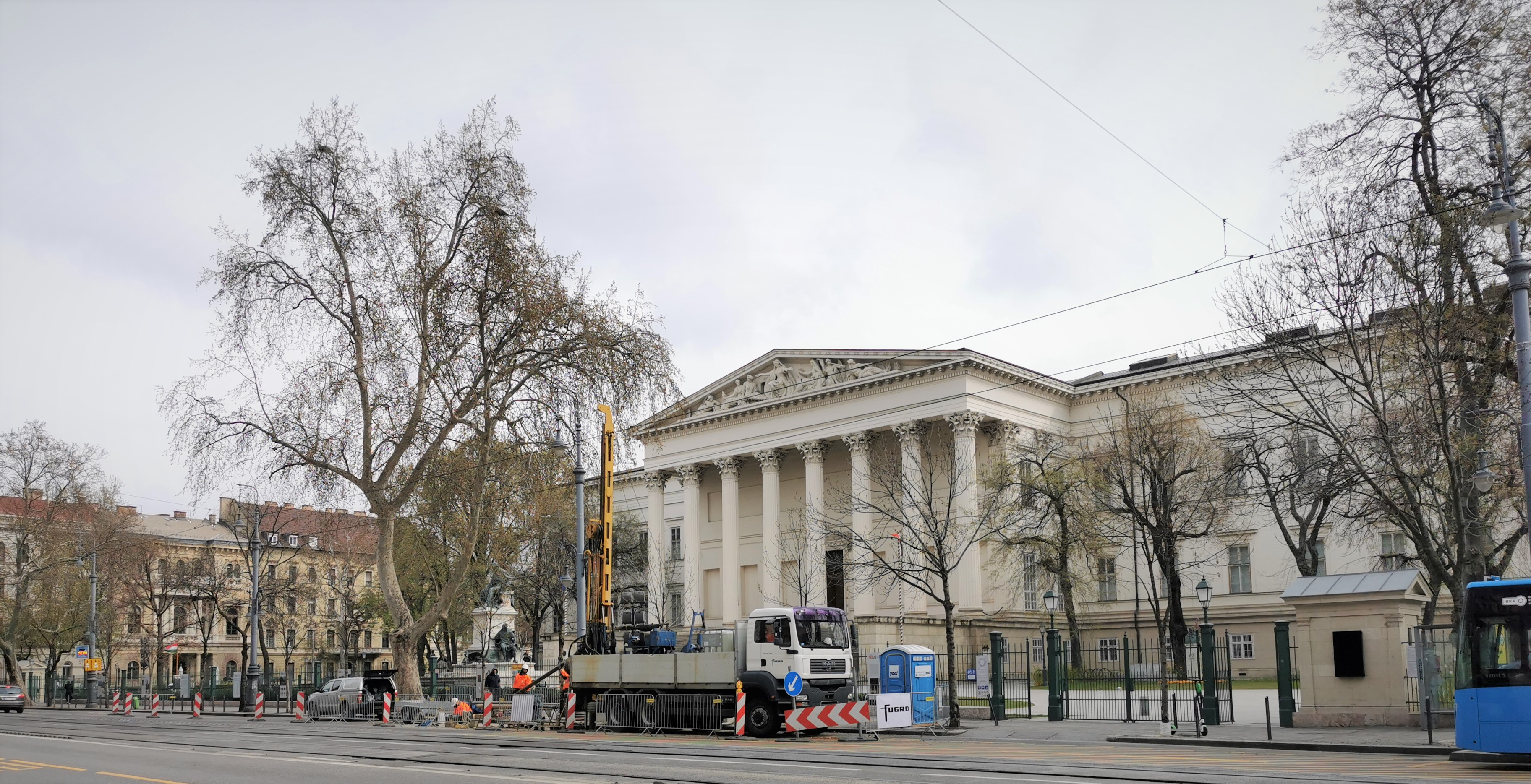
Talajfúrás a Nemzeti Múzeum előtt

## Talajmechanikai vizsgálatok fő részei
Maguk a talajmechanikai vizsgálatok két főrészből állnak; magából a talajfúrásból, illetve a talajminták elemzéséből.

### A talajfúrás
A talajfúrás során, valamilyen kézi-, félautomatizált-, vagy automatizált berendezések segítségével, különböző átmérőjű és kialakítású fejekkel a szakemberek lefúrnak a kívánt mélységre. A mélyebb fúrások a fúrás céljától, a talaj minőségétől, állagától függően lehetnek indokoltak, eltérőek. Kisebb épületek esetén 3-4,0 m, nagyobb épületek esetén indokolt lehet az épület méretéhez alkalmazkodó 15-20,0 m mélységű fúrás is.

### A laborvizsgálat
A levett talajmintákat laboratóriumi körülmények között vizsgálják. A legfontosabb vizsgálatok a talaj szerkezetére, típusára, talajalkotók arányára (kőzet, víz, levegő) és további számos tulajdonságára terjednek ki. A talajmechanikai vizsgálatok eredményeként talajvizsgálati jelentések készülnek. Később ez a jelentés fogja segíteni az építészt és a statikust az alapozás típusának és méretének meghatározásában.